# Storbritanniens Grand Prix 1981
Storbritanniens Grand Prix 1981 var det nionde av 15 lopp ingående i formel 1-VM 1981.  

## Rapport
Både Brian Henton och Nigel Mansell hade misslyckats i kvalificeringen, så John Watson var den ende britten som den stora hemmapubliken hade kvar att hoppas på. Efter ett kört varv var det dock få som väntade sig att han skulle vinna, då han efter en förskräcklig start låg på sjunde plats. De flesta trodde inte ens att Watson skulle komma i mål, i synnerhet inte efter att han hamnat i den blå röken som vällde ut på banan efter att Gilles Villeneuve hade skickat Alan Jones sladdande in i ett skyddsräcke. Watson lyckades undvika en kollision men fick motorstopp och när han kom igång igen låg han på tionde plats med små chanser att förbättra sin position. 
Men Watson tog det som vanligt lugnt och på tolfte varvet låg han på poängplats och efter ytterligare två varv låg han trea bakom de franska förarna René Arnoux och Alain Prost. På sjuttonde varvet havererade Prosts motor och Watson låg då bara 25 sekunder bakom den ledande Arnoux. 
I mitten av loppet inriktade sig Watson på en andraplacering och depån upphörde att ge honom tidsdifferensen till Arnoux. Men sedan kom skylten ut igen och visade att avståndet för varje varv minskade till ledaren, som tydligen fått problem. Watson tog in 2-3 sekunder per varv och när 15 varv återstod visste han att han kunde vinna och när han under varv 61 passerade fransmannen skakade läktarna av alla hejaropen. Watson segrade, Carlos Reutemann kom tvåa drygt 40 sekunder efter och Jacques Laffite trea ett varv efter. René Arnoux slutade på nionde plats.
Efter segern sa Watson: "När jag tog flaggan var jag var totalt generad. Under mitt ärevarv förstod jag inte alls publikens känslor. Jag tyckte inte att jag gjort någonting utöver vad jag gjort i de tidigare loppen. Jag visste inte hur jag skulle klara av det och ville springa och gömma mig."

## Resultat
1. John Watson, McLaren-Ford, 9 poäng
2. Carlos Reutemann, Williams-Ford, 6
3. Jacques Laffite, Ligier-Matra, 4
4. Eddie Cheever, Tyrrell-Ford, 3
5. Hector Rebaque, Brabham-Ford, 2
6. Tommy Borgudd, ATS-Ford, 1
7. Derek Daly, March-Ford
8. Jean-Pierre Jarier, Osella-Ford
9. René Arnoux, Renault (varv 64, fördelare)
10. Riccardo Patrese, Arrows-Ford (64, motor)
11. Marc Surer, Theodore-Ford (61, bränslebrist)

### Förare som bröt loppet
- Mario Andretti, Alfa Romeo (varv 59, gasspjäll)
- Keke Rosberg, Fittipaldi-Ford (56, upphängning)
- Alain Prost, Renault (17, fördelare)
- Patrick Tambay, Ligier-Matra (15, koppling)
- Didier Pironi, Ferrari (13, turbo)
- Nelson Piquet, Brabham-Ford (11, däck)
- Bruno Giacomelli, Alfa Romeo (5, transmission)
- Gilles Villeneuve, Ferrari (4, snurrade av)
- Alan Jones, Williams-Ford (3, kollision)
- Andrea de Cesaris, McLaren-Ford (3, snurrade av)
- Michele Alboreto, Tyrrell-Ford (1, koppling)
- Siegfried Stohr, Arrows-Ford (0, snurrade av)

### Förare som diskvalificerades
- Elio de Angelis, Lotus-Ford (varv 25)

### Förare som ej kvalificerade sig
- Chico Serra, Fittipaldi-Ford
- Brian Henton, Toleman-Hart
- Nigel Mansell, Lotus-Ford
- Eliseo Salazar, Ensign-Ford
- Derek Warwick, Toleman-Hart
- Beppe Gabbiani, Osella-Ford

## VM-ställning
| Förarmästerskapet 1. Carlos Reutemann, Williams-Ford, 43 2. Nelson Piquet, Brabham-Ford, 26 3. Alan Jones, Williams-Ford, 24 | Konstruktörsmästerskapet 1. Williams-Ford, 67 2. Brabham-Ford, 31 3. Ferrari, 28 |